# Jednobran
Jednobran nebo dvojpól je výraz z elektrotechniky, kterým obecně nazýváme součástky nebo obvody, které mají dva vývody. Příkladem jednobranu může být například: rezistor, kondenzátor či cívka. Obvod chápeme jako nějakou krabičku, u které není důležité, co je uvnitř, ale jak se chová. Jednobrany lze skládat do jednoho obvodu (paralelně nebo sériově), složením opět dostaneme jednobran, ale s jiným chováním.
Podle orientace napětí a proudu se jednobran (dvojpól) může chovat jako zdroj (baterie, akumulátor, fotočlánek atd.), nebo jako zátěž – spotřebič (odpor, impedance apod.). U některých dvoupólů je jejich VA charakteristika závislá i od dalších veličin (tlak, teplota, osvětlení). V takovém případě hovoříme o řízeném dipólu. Jednobran může být i velmi složitý obvod obsahující různé prvky (odporové, akumulační, ...).
- Lineární jednobran – funkční závislost mezi obvodovými veličinami je lineární
- Nelineární jednobran – funkční závislost mezi obvodovými veličinami je nelineární. Pro nelinearitu dipóly stačí nelinearita jedné ze součástek, z nichž se obvod skládá.
- Komplexní jednobran – jde o komplexní veličinu (obsahuje reálnou a imaginární složku) popisující zdánlivý odpor součástky a fázový posuv napětí proti proudu při průchodu harmonického střídavého elektrického proudu dané frekvence.
- Symetrický jednobran-jeho funkční charakteristika mezi obvodovými veličinami je symetrická
- Aktivní jednobran / pasivní jednobran – obsahuje / neobsahuje aktivní prvky.

## Zjednodušení jednobranu
- Théveninova věta říká: Jakýkoliv aktivní lineární jednobran lze nahradit sériovým zapojením ideálního zdroje napětí Un a odporem Rn. Přičemž Un je napětí naprázdno na svorkách původního zdroje a Rn je jeho vnitřní odpor.
- Podle Nortonovy věty lze jakýkoliv aktivní jednobran nahradit ideálním zdrojem proudu In zapojeným paralelně k vnitřnímu odporu původního jednobranu. Náhradní proud In se rovná proudu, který prochází svorkami původního jednobranu při jejich spojení nakrátko.

Při výpočtu náhradního odporu Rn nahradíme všechny zdroje elektrické energie obsažené v zjednodušování části jejich vlastními Ri. Ideální zdroj napětí: Ri = 0 = zkrat, ideální zdroj proudu: Ri = nekonečno - rozpojený obvod.